# Coudekerque-Branche
Coudekerque-Branche [kudkɛʁk bʁɑ̃ʃ] (niederländisch: Nieuw-Koudekerke, westflämisch Nieuwe-Koukerke) ist eine französische Stadt im Département Nord in der Region Hauts-de-France. Sie gehört zum Arrondissement Dunkerque und zum Gemeindeverband Communauté urbaine de Dunkerque. In Coudekerque-Branche wurde noch bis in das 20. Jahrhundert hinein Westflämisch gesprochen.

## Geografie

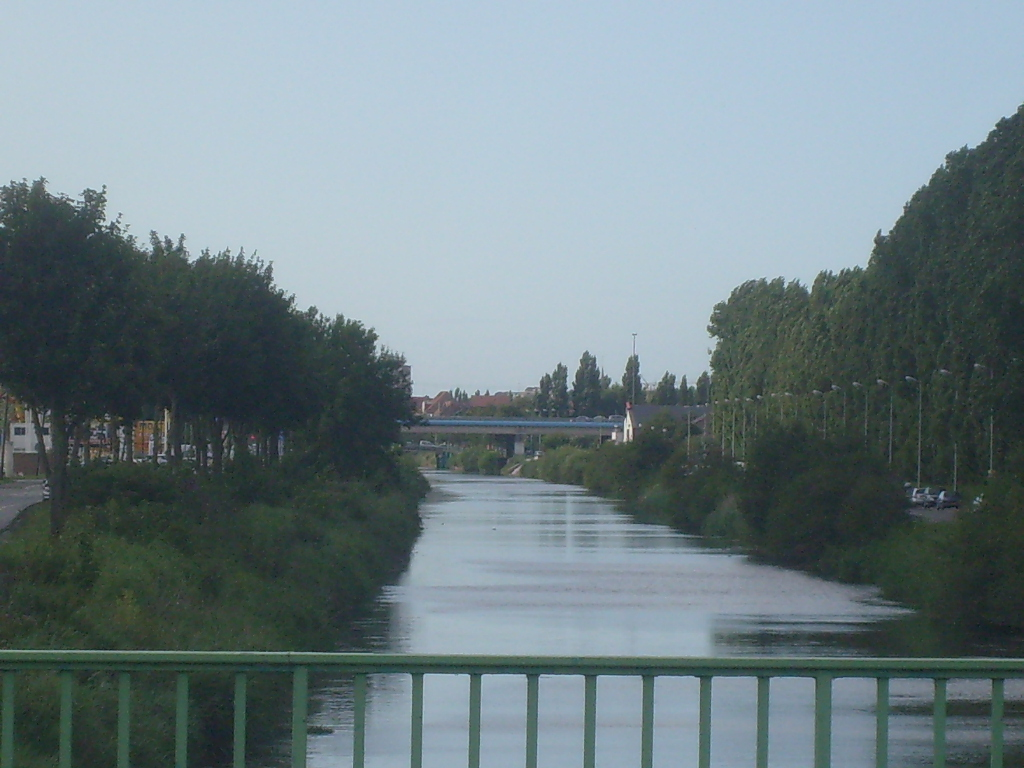
Der Canal de Bergues in Coudekerque-Branche

Die 20.833 Einwohner (1. Januar 2022) zählende Stadt Coudekerque-Branche grenzt unmittelbar südöstlich an die Hafenstadt Dunkerque (Dünkirchen) an der südlichen Nordseeküste im äußersten Norden Frankreichs. Die Grenze zu Belgien ist 13 Kilometer von Coudekerque-Branche entfernt.
Das Siedlungsgebiet und die Verkehrs-Infrastruktur von Coudekerque-Branche sind eng mit Dünkirchen verflochten. Charakteristisch für das Blootland, wie das Gebiet um Dünkirchen im französischen Teils der Region Westhoek genannt wird, sind die zahlreichen Kanäle in der tischebenen Polderlandschaft. So wird das Gemeindegebiet von Coudekerque-Branche im Westen vom Canal de Bourbourg und dem Canal de Bergues, im Nordwesten vom Canal Exutoire, im Norden vom Canal des Moeres sowie vom Canal Nieuport-Dunkerque begrenzt. Durch den Süden der Stadt verläuft die Autoroute A16.
Das Stadtgebiet von Coudekerque-Branche ist in fünf Bezirke (quartiers) gegliedert:
- Centre Ville
- Petit Stendam
- Grand Stendam
- Vieux Coudekerque
- Sainte-Germaine

Nachbargemeinden von Coudekerque-Branche sind Dunkerque im Westen und Norden, Téteghem-Coudekerque-Village im Osten und Süden Cappelle-la-Grande im Südwesten.

## Geschichte
Der Name Coudekerque-Branche entstand bei der Gründung der Gemeinde per Dekret am 14. Dezember 1789. Coudekerque kommt aus dem Westflämischen und bedeutet sinngemäß Kalte Kirche. Branche ist französisch und heißt Zweig, Abzweig. Gemeint ist dabei die Zweig- (Filial-)Kirche einer alten Pfarrkirche aus dem 11. Jahrhundert.
Die Gemeinde bot günstige Voraussetzungen für eine frühzeitige Industrialisierung: der nahe Dünkirchener Hafen, große freie Flächen und ein Netz von Kanälen zum Transport von Waren. So entstanden hier vor allem Mühlen und Brauereien.
1850 wurde das Gebiet um den Jeu de mail Dünkirchen zugeschlagen, zehn Jahre später wurde der heutige Stadtteil Rosendael aus Coudekerque-Branche ausgegliedert.
In den ab Mitte des 19. Jahrhunderts entstehenden Arbeitervierteln lebten die Beschäftigten der Textilbetriebe (Weberei Weill, Flachsspinnerei Dickson – 2005 geschlossen), der Metallfabrik Longatte und zahlreicher Brauereien (unter anderem der großen Brasserie Boudenoot). Die Bevölkerung von Coudekerque-Branche wuchs zwischen 1800 und 1901 von 1265 auf 5440. 1926 wurde die 10.000-Einwohner-Marke überschritten. Ab 1888 wurde mit dem Bau von Straßen und Brücken über die Kanäle begonnen und somit die Isolierung der einzelnen Quartiere aufgehoben.
Vom Ersten Weltkrieg noch weitgehend verschont, wurde Coudekerque-Branche im Zweiten Weltkrieg stark in Mitleidenschaft gezogen (Schlacht um Dünkirchen).
Seit den 1950er Jahren hat sich das Bild der Gemeinde allmählich geändert. Es entstand eine urbane Landschaft mit Schulen, Einkaufs- und Dienstleistungszentren in neuen Stadtteilen und eine enge Verflechtung mit der Nachbarstadt Dünkirchen. Neue Herausforderungen ergaben sich durch die Industriebrachen, die nach dem Niedergang der Textil- und Lebensmittelindustrie entstanden.

## Bevölkerungsentwicklung
| Jahr      | 1962   | 1968   | 1975   | 1982   | 1990   | 1999   | 2011   | 2021   |
| Einwohner | 20.757 | 23.039 | 24.930 | 23.958 | 23.644 | 24.152 | 22.264 | 20.765 |

Im Jahr 1975 wurde mit 24.930 Bewohnern die bisher höchste Einwohnerzahl ermittelt. Die Zahlen basieren auf den Daten von cassini.ehess und INSEE.

## Kultur und Sehenswürdigkeiten

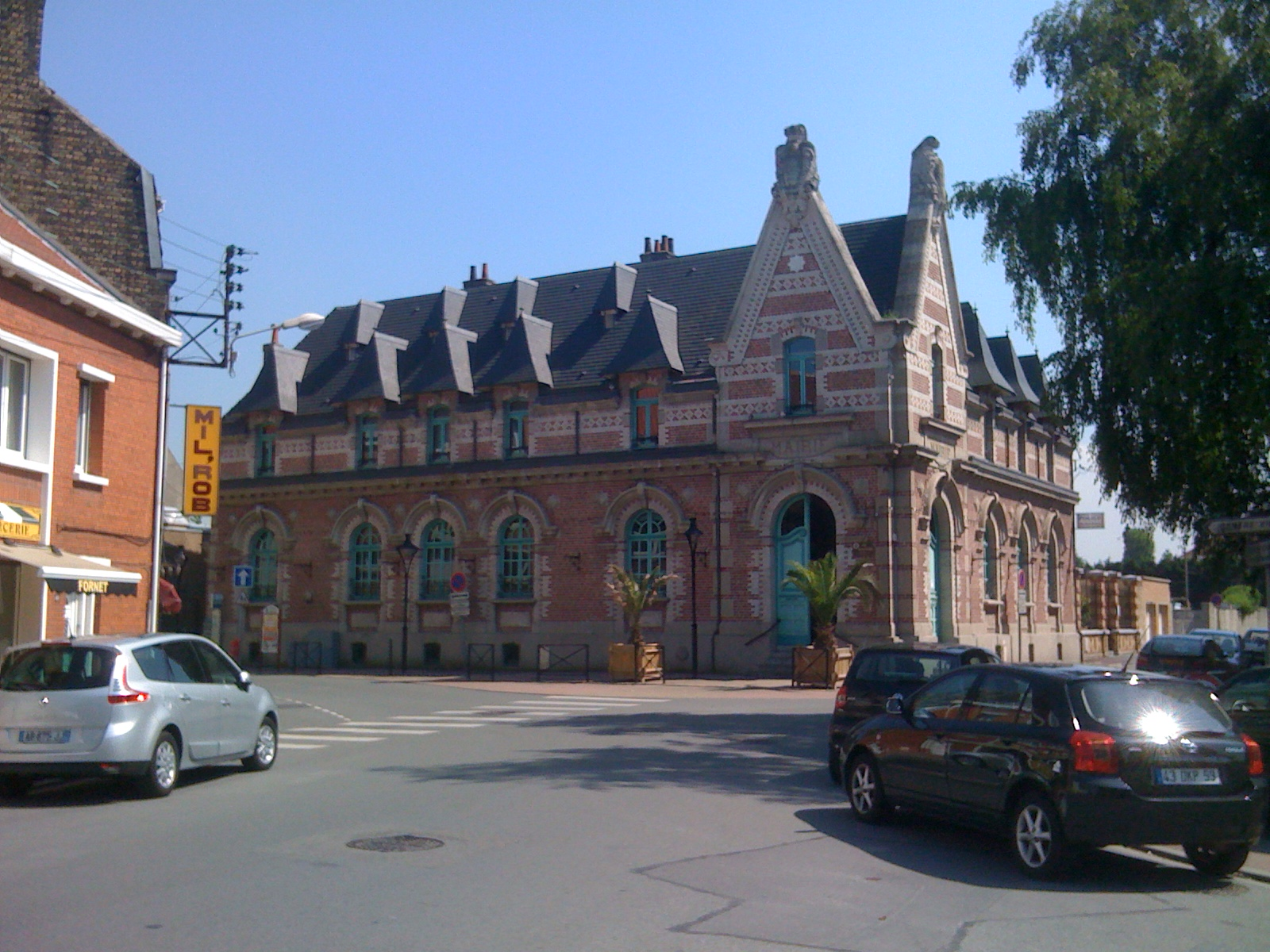
Ehemaliges Rathaus

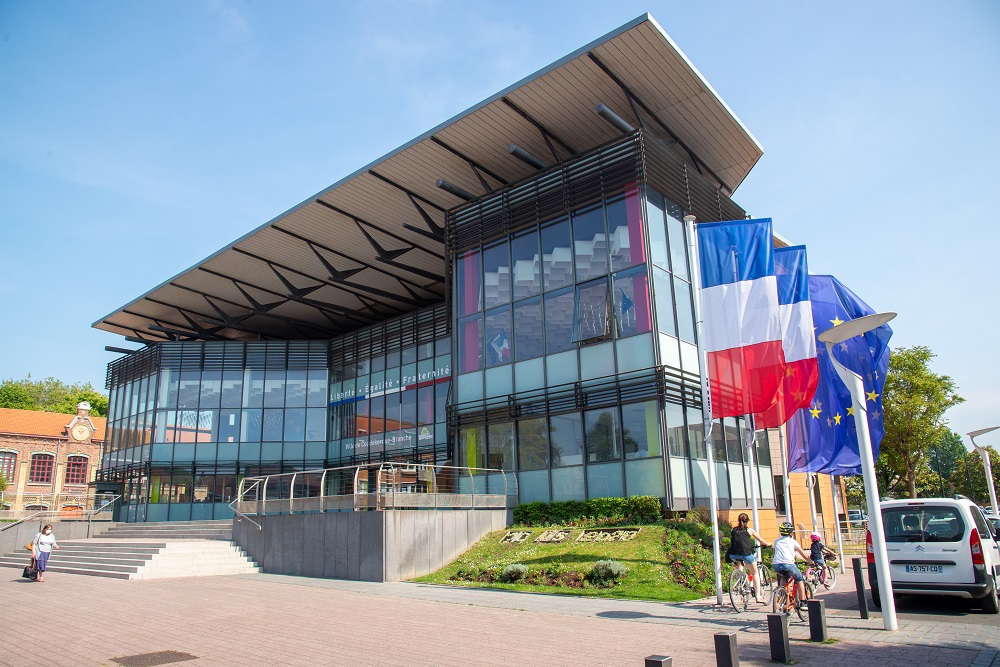
Neues Rathaus (Hôtel de ville)

### Park Fort Louis
Das Gelände des ehemaligen Forts im Süden der Gemeinde ist heute ein für die Öffentlichkeit zugänglicher Park. Die Wassergräben und das Eingangstor zum von Vauban erbauten Fort sind noch erhalten. Jedes Jahr am zweiten September-Wochenende findet hier das Natur- und Flandern-Festival (Fête de la Nature et de la Flandre) mit rund 20.000 Besuchern statt.

### Folklore und Karneval
Die Géants (deutsch: Giganten) von Coudekerque-Branche gehören zur in der Region Pas-de-Calais in Nordfrankreich und im benachbarten Belgien auf Festen verbreiteten traditionellen Riesenfiguren (Géants du Nord). Seit 2005 werden die Aufführungen von der UNESCO unter dem Titel Prozessionen der Riesen und Drachen aus Belgien und Frankreich als Meisterwerke des mündlichen und immateriellen Erbes der Menschheit geführt. Die Géants-Figuren von Coudekerque-Branche sind
- Joséphine la Peûle, seit 1980[8]
- Charles le Garde Champêtre, seit 2000[9]
- Julienne, seit 2006[10]

### Ehemaliges Rathaus
Das ehemalige Gemeindehaus (Maison communale) dient heute dem Ortschaftsrat und beherbergt einen Hochzeitssaal.

### Kirchen
- Kirche Sacré-Cœur

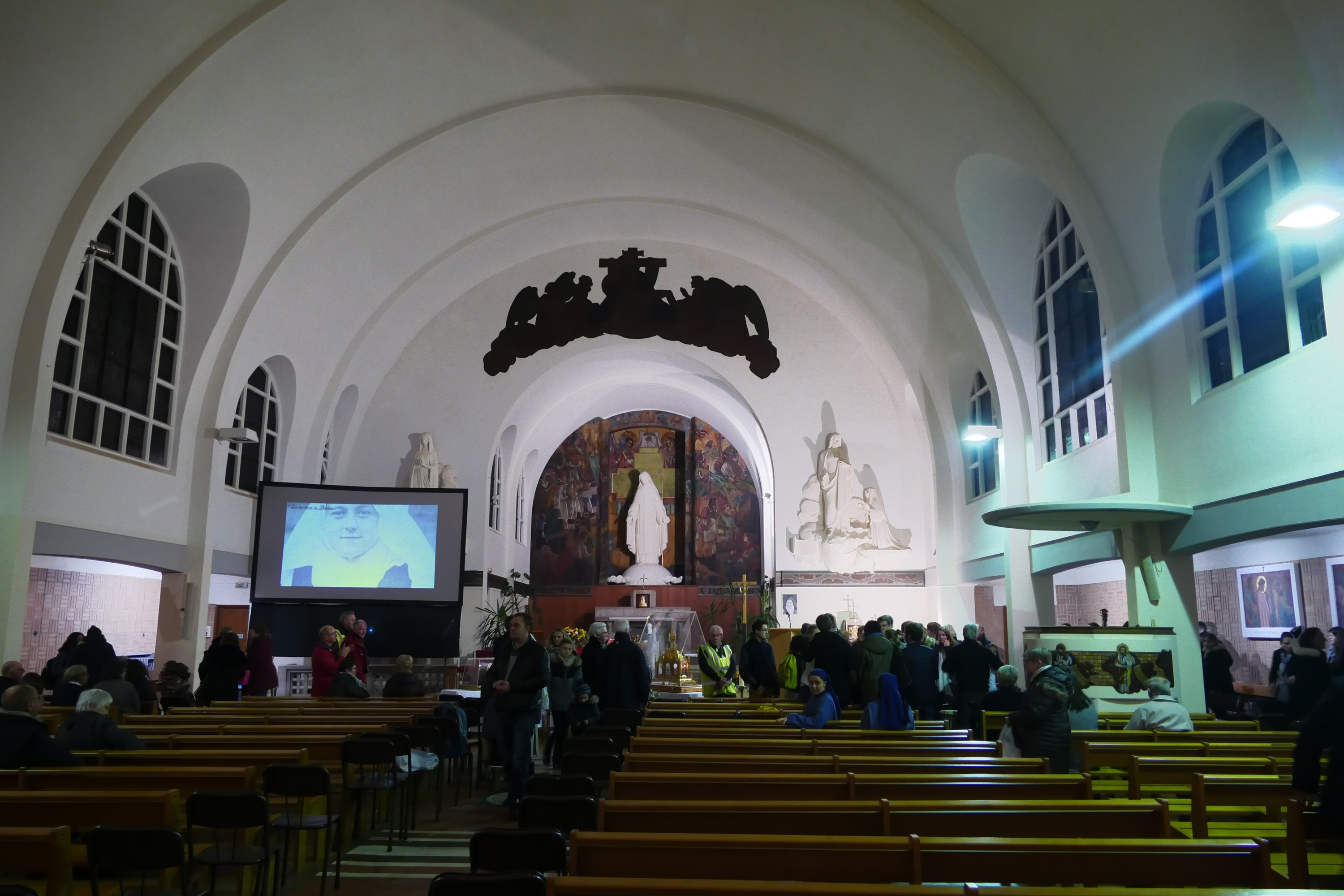
Kirche Sainte-Germaine
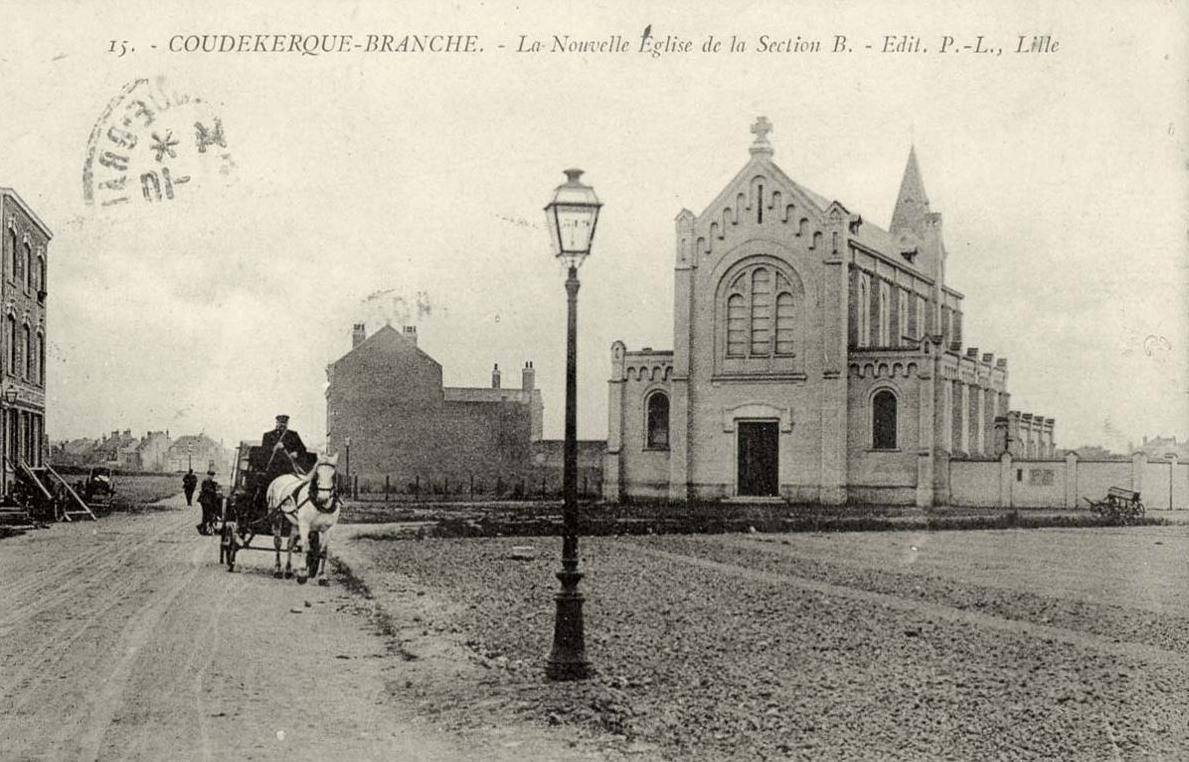
Kirche Sainte-Germaine (Anfang 20. Jahrhundert)

- Kirche Sainte-Thérèse
- Kirche Saint-Pierre

- Kirche Sainte-Thérèse
- Kirche Sainte-Germaine (Anfang 20. Jahrhundert)

## Städtepartnerschaften
Partnerschaften bestehen mit der etwa 35 Kilometer entfernten belgischen Gemeinde Langemark-Poelkapelle und mit der niederländischen Gemeinde Veere.

## Wirtschaft und Infrastruktur

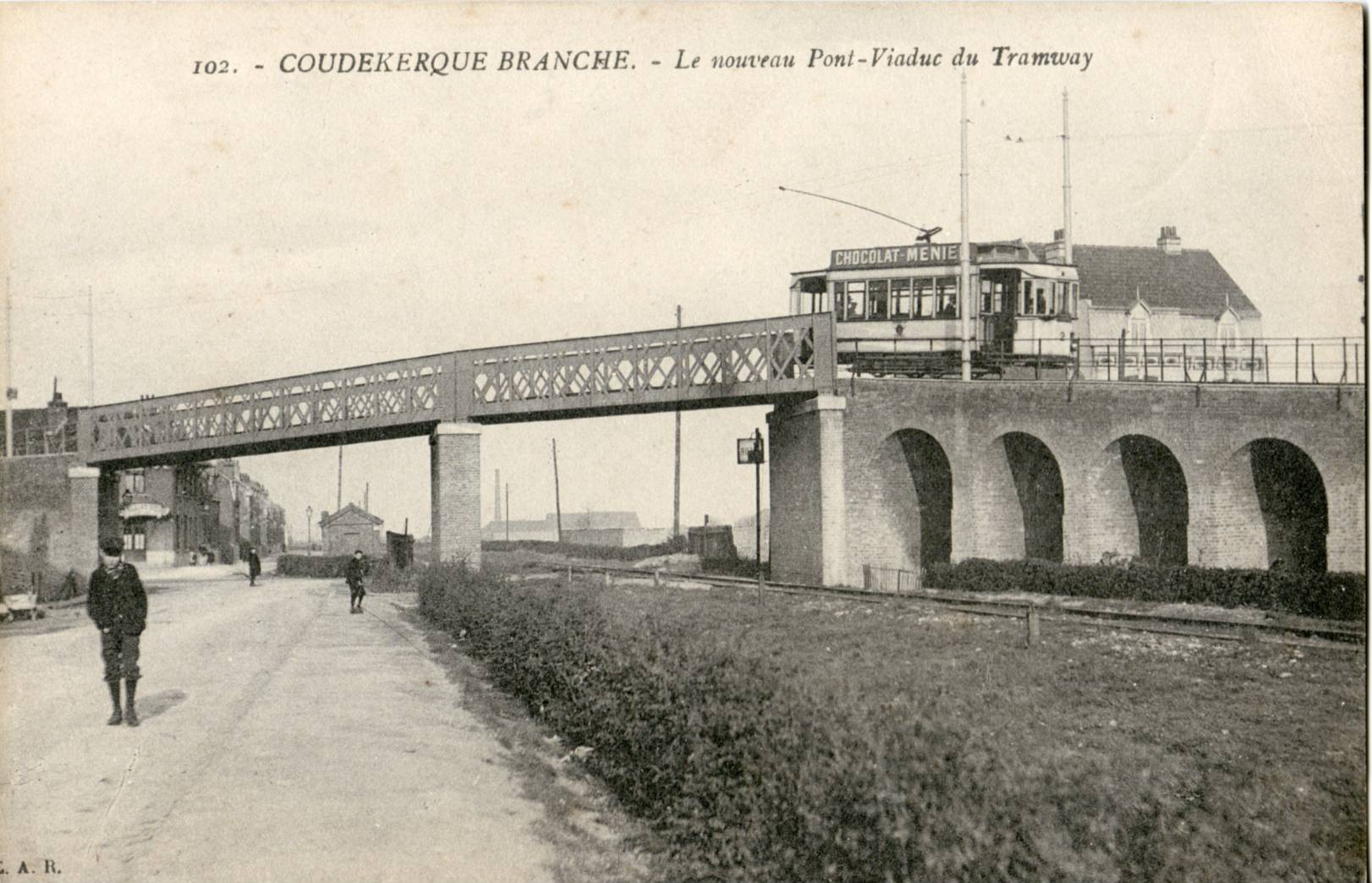
Brücke der Straßenbahn Dunkerque über die Bahnstrecke Dunkerque–Bray-Dunes (vor 1914)

In Coudekerque-Branche sind 185 Einzelhandelsbetriebe ansässig.
Coudekerque-Branche ist Standort mehrerer Grund-, Mittel- und weiterführender Schulen.
Die Stadt ist durch die enge Verzahnung mit Dünkirchen gut an das überregionale Verkehrsnetz angeschlossen. So führt die A16 (teilweise als Europastraße 40) durch das Gemeindegebiet. Sie verbindet Paris mit den Häfen Calais und Dunkerque sowie dem belgischen Brügge. Vom nahegelegenen Bergues führt die Autoroute A25 nach Lille
Am Bahnhof Coudekerque-Branche halten Züge der Bahnlinien Dunkerque – Arras sowie Dunkerque – Bray-Dunes.

## Persönlichkeiten
- Estelle Duvin (* 1997), Eishockeyspielerin